# Tomate Kumato
El tomate Kumato, también llamado tomate marrón, negro o azul, es una variedad del tomate desarrollada por Syngenta Seeds. Toda la producción de kumatos proviene de Europa, especialmente España, Francia, Bélgica y Suiza.

## Historia
Su origen es incierto, pues la empresa que lo desarrolló ofrece datos confusos. Ciertas fuentes citan su origen en las islas Galápagos, Ecuador. Mientras que otras fuentes citan su origen en los años 70 en Almería, España.
En 2003 se introdujo en el mercado británico, donde tuvo tan buena aceptación que al año siguiente se empezó a comercializar en otros países europeos: España, Francia, Alemania, Suiza... También en los Estados Unidos.

## Características
El color de los kumatos varía de marrón rojizo oscuro a verde dorado. Tiene una consistencia y textura más rígida que otras variedades de tomate como el pera, el cherri o el corazón de buey. En cuanto a sabor, suele ser más intenso y dulce, con un ligero sabor ácido. Este color y sabor se deben a un mayor grado Brix, es decir, contenido de fructosa.
Otra propiedad de este tomate es que maduran desde el interior, de manera que su parte exterior se mantiene más crujiente aun en estado de madurez, esto hace que sean perfectos para cortar en finas láminas o bien en trozos más grandes para ensaladas.
Su punto ideal de maduración es cuando adoptan un color marrón rojizo y tonos verdes alrededor del tallo. Se puede degustar aderezados simplemente con aceite y sal, en ensalada o bien reemplazando a cualquier otra variedad de tomate en recetas de todo tipo, como por ejemplo el gazpacho al que no es necesario añadir vinagre, debido a la acidez aportada por el tomate.
A nivel nutricional, el kumato es rico en potasio, magnesio y vitaminas A y C. Asimismo, es bajo en calorías (31 kcal. por cada 150 g).

## Cultivo
El kumato es relativamente tolerante respecto a la temperatura, siendo su Tª ideal entre los 20–30 °C durante el día y ~17 °C. Tampoco es una planta exigente en cuanto a la pobreza del suelo, aunque sí necesita un buen drenaje y se recomiendan suelos arcillosos-arenosos. Para una buena producción, se recomienda una humedad del 60 al 80%.

## Controversia
En un estudio de la American College of Allergy, Asthma and Immunology, se encontró en el kumato una mayor cantidad de Inmunoglobulina E (IgE), relacionada con multitud de alergias, en comparación a otras variedades estudiadas: rama, Rambo (también de Syngenta), canario, pera y Raf.